# مارك تريليس
مارك تريليس (بالإسبانية: Marc Trilles)‏ (8 أغسطس 1991 بفيلافاميس في إسبانيا - ) هو لاعب كرة قدم إسباني في مركز الدفاع. لعب مع نادي كاستييون وCF Borriol ‏ وCD Castellón B ‏.

## وصلات خارجية
- مارك تريليس على موقع قاعدة بيانات كرة القدم.إي يو (الإنجليزية)
- مارك تريليس على موقع Soccerway.com (الإنجليزية)